# يلينا زاخاروفا
يلينا إيغوريفنا زاخاروفا (بالروسية: Еле́на И́горевна Заха́рова)‏ من مواليد 2 نوفمبر 1975 هي ممثلة مسرحية وسينمائية روسية.

## حياتها السابقة
ولدت يلينا زاخاروفا في موسكو وعاشت بالقرب من حديقة سوكولنيكي. كانت تحب اللغة الروسية والأدب واللغات الأجنبية. وكان حلمها بأن تصبح عارضة أزياء. بدأت مسيرتها الفنية عام 1995.

## حياتها الشخصية
يلينا تزوجت من رجل الأعمال سيرجي مامونتوف (مواليد 1968) منذ يونيو 2009. وُلدت طفلتهما الوحيدة وهي ابنة ماريا آنا مامونتوفا، في 4 فبراير 2011 وتوفيت بعد 8 أشهر من مضاعفات الإمساك.

## روابط خارجية
- يلينا زاخاروفا على موقع IMDb (الإنجليزية)
- يلينا زاخاروفا على موقع IMDb (الإنجليزية)
- يلينا زاخاروفا على موقع قاعدة بيانات الفيلم (الإنجليزية)